# Veljko Mandić
Milutin „Mima” Karadžić (ur. 10 października 1924 w mieście Nikšić w Czarnogórze, zm. 19 listopada 1988 tamże) – jugosłowiański, czarnogórski aktor filmowy i telewizyjny.

## Wybrana filmografia
- 1969: Bitwa nad Neretwą (Bitka na Neretvi) jako czetnik
- 1969: Lato pełne wstydu (Sramno leto)
- 1975: Zamach w Sarajewie (Sarajevský atentát / Atentat u Sarajevu)
- 1978: Operacja Barbarossa (Dvoboj za južnu prugu) jako ojciec Bane
- 1982: Rodzinny interes (Maratonci trče počasni krug) jako brat Rajkovicia
- 1984: Cud niebywały (Čudo neviđeno) jako ojciec Zeljo
- 1986: Urok rozpusty (Lepota poroka) jako mąż Milady